# Crunomys
A Crunomys az emlősök (Mammalia) osztályának a rágcsálók (Rodentia) rendjébe, ezen belül az egérfélék (Muridae) családjába tartozó nem.

## Rendszerezés
A nembe az alábbi 4 faj tartozik:
- celebeszi patakipatkány (Crunomys celebensis) Musser, 1982
- luzoni patakipatkány (Crunomys fallax) Thomas, 1897 - típusfaj
- Crunomys melanius Thomas, 1907 - szinonimája: Crunomys rabori
- Crunomys suncoides Rickart, Heaney, Tabaranza, Jr., & Balete, 1998